# Želiezovce
Želiezovce, ungarisch Zselíz (deutsch selten Zelis, ungarisch bis 1895 Zeliz – älter auch Zeléz) ist eine Stadt in der Mittelslowakei.
Sie wurde 1274 zum ersten Mal erwähnt und gliedert sich in folgende Stadtteile:
- Jarok (ung. Árokmajor)
- Karolína (ung. Karolina)
- Mikula (ung. Mikola, 1967 eingemeindet)
- Rozina
- Svodov (ung. Szodó, 1976 eingemeindet)
- Veľký Dvor (ung. Nagypuszta)
- Želiezovce (ung. Zselíz)

Bis 1918 gehörte die Stadt zum Königreich Ungarn und kam dann zur neu entstandenen Tschechoslowakei. Durch den Ersten Wiener Schiedsspruch kam sie von 1938 bis 1945 kurzzeitig wieder zu Ungarn. Seit 1. Januar 1993 (Trennung der Tschechoslowakei in die Tschechische Republik und die Slowakei) ist sie Teil der Slowakei.

## Sehenswürdigkeiten

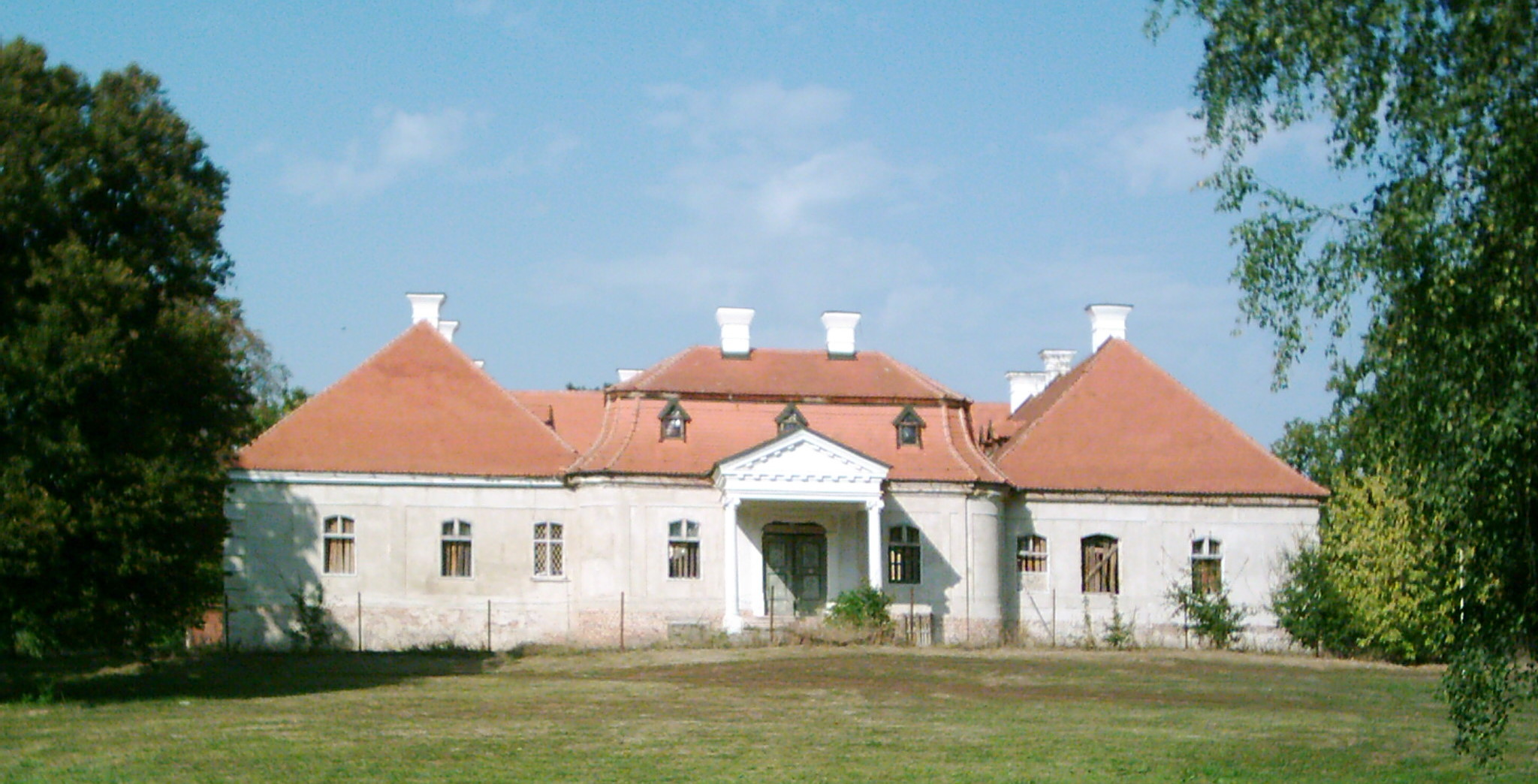
Eszterházy-Schloss im Schubert-Park

Die ursprünglich gotische katholische St. Johannes-Kirche, erbaut vor 1337, im 15. Jahrhundert umgebaut, 1884 renoviert, wurde nach Kriegsschäden 1954 wieder aufgebaut. Erhalten sind noch einige gotische Portale und Bögen sowie Wandmalereien aus der Zeit um 1430. Der Hauptaltar stammt aus dem 19. Jahrhundert, errichtet auf einem römischen Sarkophag aus dem 2. Jahrhundert. Ebenfalls sind noch Barock-Kelche und eine Rokoko-Monstranz erhalten.
In einer Parkanlage (Franz-Schubert-Park) steht das Eszterházy-Schloss, eine barocke Anlage aus dem Jahre 1720 erweitert im Klassizismus des späten 18. Jahrhunderts. Hierin befindet sich ein Gedenkzimmer für den Komponisten Franz Schubert, der dort 1818 und 1824 zu Besuch war und den Kindern der Eszterházy-Familie Musikunterricht erteilte.
Auf dem katholischen Friedhof befindet sich die Grabstätte der Eszterházy, ein Mausoleum im neugotischen Stil aus der II. Hälfte des 19. Jahrhunderts.

## Bevölkerung
| Jahr                | 1994 | 2004    | 2014    | 2024    |
| ------------------- | ---- | ------- | ------- | ------- |
| Anzahl der Personen | 7602 | 7522    | 7056    | 6558    |
| Unterschied         |      | −1,05 % | −6,19 % | −7,05 % |

| Jahr                | 2023 | 2024    |
| ------------------- | ---- | ------- |
| Anzahl der Personen | 6588 | 6558    |
| Unterschied         |      | −0,45 % |

Gemäß der Volkszählung 2011 wohnten in Želiezovce 7.186 Einwohner, davon 3.550 Slowaken, 3.501 Magyaren, 23 Tschechen, 21 Roma, vier Ukrainer, drei Deutsche, jeweils zwei Polen und Bulgaren und ein Russine. 76 Personen machten keine Angabe zur Ethnie.

## Persönlichkeiten
- Augustín Fischer-Colbrie (1863–1925), römisch-katholischer Geistlicher und Bischof von Košice
- Eduard Sacher (1843–1892), Gastronom und Hotelier
- Franz Schubert (1797–1828), Komponist[5]